# Biskajski most
Biskajski most (baskijski: Bizkaiko Zubia, španjolski: Puente de Vizcaya) je najstariji transportni (trajektni) most na svijetu, a povezuje gradove Portugalete i Las Arenas (Getxo), pokrajine Biskaja u Baskiji, preko rijeke Nervion. Stanovnici ovog kraja ga od njegove izgradnje 1893. godine zovu Puente Colgante (viseći most) iako mu se konstrukcija uvelike razlikuje od konstrukcija visećeg mosta. Od 13. lipnja 2006. godine proglašen je UNESCO-ovom svjetskom baštinom kao izvanredna arhitektonska inovacija industrijske revolucije.

## Povijest i odlike
Najstariji transportni most izgrađen je 1893. godine, a dizajnirao ga je Eiffelov učenik, Alberto Palacio. Njime je riješen problem povezivanja dva grada bez prekidanja brodskog prometa od luke Bilbao do mora, i bez izgradnje masivnih dugih rampi. Umjesto toga, Palacio je spojio tradicijsku obradu željeza s novom tehnologijom laganijih uvrnutih čeličnih kabela i nastao je orvi most koji je u pokretnoj visećoj gondoli prenosio putnike i kola, a poslužio je kao model mnogim drugim sličnim građevinama.
Most je dug 164 metra, visok 45 metara, i njegova viseća gondola (pokretni dio mosta) može prenositi šest automobila i nekoliko desetaka putnika preko cijele duljine za oko minut i pol. Ona putuje svakih 8 minuta, 24 sata dnevno, tijekom cijele godine. Jedino što se mijenja je cijena prijelaza koja varira ovisno o dobu dana, a dio je transportnih tarifa Bilbaoske prometne kartice Creditrans.
Promet mostom je prekinut samo jednom, u trajanju od četiri godine, za vrijeme Španjolskog građanskog rata, kada je gornji dio raznesen dinamitom. Zanimljivo je da je Palacio sa svoje postelje u Portugaleteu vidio uništenje mosta netom prije svoje smrti.
Most radi i dan danas, a izgrađeni su novi liftovi za posjetitelje na 50 metara visoke stupove mosta kojima se sada može pješke prijeći preko platforme s koje se pruža divan pogled na zaljev Abra.

## Vanjske poveznice
- Službena stranica